# Jaguares de Córdoba
Jaguares Fútbol Club, meist Jaguares de Córdoba genannt, ist ein 2012 gegründeter kolumbianischer Fußballverein aus Montería, Córdoba, der aktuell in der ersten kolumbianischen Liga spielt.
Jaguares de Córdoba entstand durch den Umzug, die Umbenennung und die Übernahme des Startrechtes des Vereins Sucre FC. Der größte Erfolg der Vereinsgeschichte ist bislang der Gewinn der Zweitligameisterschaft 2014 und der Aufstieg in die erste Liga sowie die Teilnahme an der Copa Sudamericana 2018.

## Geschichte

### Vorgeschichte und Gründung
Jaguares de Córdoba geht auf den Verein Girardot FC zurück, der 1995 gegründet wurde und von 1995 bis 2008 an der Categoría Primera B teilnahm und einmal Vizemeister wurde. Der Besitzer und Präsident des Clubs, Nelson Soto Duque, entschloss sich, aufgrund fehlender finanzieller Unterstützung 2009 von Girardot nach Palmira umzuziehen und den Verein in Deportes Palmira umzubenennen. Da sich die finanzielle Situation dort aber nicht als einfacher herausstellte, zog der Verein dann nach nur einem Jahr nach Buenaventura um und wurde in Pacífico FC umbenannt. Aus ähnlichen Gründen erfolgte aber bereits 2011 der Umzug nach Sincelejo und die Umbenennung in Sucre FC. Als dort aber ebenfalls getroffene Vereinbarungen nicht eingehalten wurden, beschloss Soto Duque den Umzug nach Montería, wo sein bislang erfolgreichste Projekt begann.

### Zweite Liga und Aufstieg
| \| Spielzeit \| Liga \| Ligaebene \| Platz \| Finalrunde \| \| --------------------------------------------------- \| --------------- \| --------- \| ----- \| ------------------- \| \| 2013-I \| Torneo Postobón \| II \| 11. \| - \| \| 2013-II \| Torneo Postobón \| II \| 8. \| 2. Gruppe B \| \| 2014-I \| Torneo Postobón \| II \| 4. \| Meister Apertura \| \| 2014-II \| Torneo Postobón \| II \| 1. \| 4. Gruppe A Meister \| \| grün unterlegt: Aufstieg in die Categoría Primera A \| \| \| \| \| |                 |           |       |                     |
| Spielzeit | Liga            | Ligaebene | Platz | Finalrunde          |
| 2013-I | Torneo Postobón | II        | 11.   | -                   |
| 2013-II | Torneo Postobón | II        | 8.    | 2. Gruppe B         |
| 2014-I | Torneo Postobón | II        | 4.    | Meister Apertura    |
| 2014-II | Torneo Postobón | II        | 1.    | 4. Gruppe A Meister |
| grün unterlegt: Aufstieg in die Categoría Primera A |                 |           |       |                     |

Jaguares de Córdoba debütierte am 2. Februar 2013 vor einem mit 8.000 Zuschauern ausverkauften Stadion mit einem 2:1-Sieg gegen den Absteiger Real Cartagena.
Bei der ersten Teilnahme an der zweiten Liga, im Torneo Apertura 2013, verfehlte der Verein mit einem elften Platz in der Ligaphase den Einzug in die Gruppenphase um drei Punkte. In der Rückserie, dem Torneo Finalización, war der Verein erfolgreicher und qualifizierte sich auf dem achten Platz erstmals für die Gruppenphase. Dort wurde Jaguares in der Gruppe B Zweiter hinter Deportivo Rionegro und verpasste somit nur knapp den Einzug in das Finale.
In der Hinserie 2014 konnte der Verein unter dem Trainer José Alberto Suárez seinen ersten größeren Erfolg feiern, den Gewinn des Torneo Apertura. Nach einer erfolgreichen Ligaphase, die Jaguares auf dem vierten Platz beendete, konnte sich der Verein in der K.O.-Runde gegen Deportivo Rionegro, Atlético Bucaramanga und im Finale gegen América de Cali durchsetzen. Mit der Hinserienmeisterschaft qualifizierte sich der Verein für das Finale um die Jahresmeisterschaft und um den Aufstieg. Jaguares stellte mit Harold Preciado auch den Torschützenkönig der Apertura.
Im Anschluss an diesen Erfolg verließ José Alberte Suárez den Verein und wechselte zu Cúcuta Deportivo verpflichtet. Suárez wurde zunächst durch Gabriel Gómez ersetzt, der jedoch nach fünf Spieltagen wieder entlassen wurde. Für ihn kam Héctor Estrada.
Die Ligaphase der Rückserie beendete Jaguares auf dem ersten Platz. In der anschließenden Gruppenphase wurde der Verein dann Vierter und verpasste so den direkten Aufstieg. Im Finale um die Meisterschaft und den Aufstieg gegen den Rückserienmeister Deportes Quindío setzte sich Jaguares dann aber mit einem 3:0-Erfolg im Rückspiel durch, obwohl das Hinspiel mit 0:2 verloren worden war. Jaguares stieg also bereits nach der zweiten Spielzeit seit der Vereinsgründung in die erste Liga auf.
Nach dem Aufstieg konnten sich der Héctor Estrada und der Verein nicht über das Gehalt einigen, so dass der Trainer im Dezember 2014 zurücktrat. Als Nachfolger wurde Carlos César Castro vorgestellt.

### Abstiegskampf und Etablierung in der ersten Liga
| \| Spielzeit \| Liga \| Ligaebene \| Platz \| Finalrunde \| \| --------- \| -------------------- \| --------- \| ----- \| ------------- \| \| 2015-I \| Liga Águila \| I \| 15. \| - \| \| 2015-II \| Liga Águila \| I \| 20. \| - \| \| 2016-I \| Liga Águila \| I \| 14. \| - \| \| 2016-II \| Liga Águila \| I \| 15. \| - \| \| 2017-I \| Liga Águila \| I \| 5. \| Viertelfinale \| \| 2017-II \| Liga Águila \| I \| 8. \| Viertelfinale \| \| 2018-I \| Liga Águila \| I \| 14. \| - \| \| 2018-II \| Liga Águila \| I \| 19. \| - \| \| 2019-I \| Liga Águila \| I \| 15. \| - \| \| 2019-II \| Liga Águila \| I \| 19. \| - \| \| 2020 \| Liga BetPlay Dimayor \| I \| 17. \| - \| \| 2021-I \| Liga BetPlay Dimayor \| I \| 10. \| - \| \| 2021-II \| Liga BetPlay Dimayor \| I \| 11. \| - \| |                      |           |       |               |
| Spielzeit | Liga                 | Ligaebene | Platz | Finalrunde    |
| 2015-I | Liga Águila          | I         | 15.   | -             |
| 2015-II | Liga Águila          | I         | 20.   | -             |
| 2016-I | Liga Águila          | I         | 14.   | -             |
| 2016-II | Liga Águila          | I         | 15.   | -             |
| 2017-I | Liga Águila          | I         | 5.    | Viertelfinale |
| 2017-II | Liga Águila          | I         | 8.    | Viertelfinale |
| 2018-I | Liga Águila          | I         | 14.   | -             |
| 2018-II | Liga Águila          | I         | 19.   | -             |
| 2019-I | Liga Águila          | I         | 15.   | -             |
| 2019-II | Liga Águila          | I         | 19.   | -             |
| 2020 | Liga BetPlay Dimayor | I         | 17.   | -             |
| 2021-I | Liga BetPlay Dimayor | I         | 10.   | -             |
| 2021-II | Liga BetPlay Dimayor | I         | 11.   | -             |

Im ersten Jahr in der ersten Liga, in der Categoría Primera A 2015, spielte Jaguares vor allem gegen den Abstieg und konnte diesen verhindern. Nach einem fünfzehnten Platz in der Apertura war allerdings die Leistung insbesondere im zweiten Halbjahr schwach und der Verein wurde Letzter der Finalización. In der gesonderten Abstiegstabelle war Jaguares vier Punkte besser platziert als der erste Absteiger Uniautónoma FC.
Jaguares wurde 2015 von drei Trainern trainiert. Carlos César Castro trat im August zurück und wurde durch Jorge Luis Bernal ersetzt, der wiederum wegen schlechter Resultate im Oktober durch Adolfo Luis Holguín ersetzt wurde. Holguín trat jedoch bereits im November wieder zurück.
Für die Spielzeit 2016 wurde Carlos Navarrete verpflichtet. Nach dessen Rücktritt wurde im April 2016 Hubert Bodhert der Nachfolger.
Die zweite Spielzeit, von Jaguares in der ersten Liga, die Categoría Primera A 2016, verlief ähnlich wie die erste Spielzeit. Ohne wirkliche Chance auf eine Qualifikation für die Finalrunde konnte sich der Verein den Klassenerhalt sichern. In der Apertura erreichte Jaguares den 14. und in der Finalización den 15. Platz. In der Abstiegstabelle war Jaguares 9 Punkte besser als der erste Absteiger Boyacá Chicó FC.
In der Apertura 2017 konnte sich Jaguares als Fünfter der Ligaphase erstmals für die Finalrunde qualifizieren. Im Viertelfinale schied der Verein gegen den großen Favoriten Atlético Nacional aus. In der Finalización sicherte sich Jaguares den Klassenerhalt und qualifizierte sich für die Finalrunde, wo der Verein im Viertelfinale gegen Independiente Santa Fe ausschied. Dennoch reichte der 8. Platz in der Gesamttabelle für die erstmalige Qualifikation für einen internationalen Wettbewerb, die Copa Sudamericana 2018. Im Anschluss verkündete Hubert Bodhert seinen Abschied. Als Nachfolger wurde José Rodríguez vorgestellt.
In der Copa Sudamericana schied Jaguares bereits in der ersten Runde gegen den uruguayischen Verein Boston River aus. In der Apertura 2018 verfehlte der Verein mit einem 14. Platz den Einzug in die Finalrunde. Die Rückrunde schloss Jaguares auf dem vorletzten Platz ab. Im Laufe der Rückrunde trat zunächst der Trainer José Rodríguez zurück, der durch den Argentinier Flavio Robatto ersetzt wurde. Dieser trat jedoch nach nur 58 Tagen ebenfalls zurück. Bis zum Saisonende wurde die Mannschaft interimsweise von Julio Méndez betreut. 
Für die Spielzeit 2019 wurde John Jairo Bodmer verpflichtet. Bodmer trat jedoch nach nur drei Monaten aufgrund schlechter Ergebnisse wieder zurück. Nachfolger wurde Óscar Upegui. Die Apertura 2019 schloss Jaguares auf dem 15. Platz ab.

## Stadion

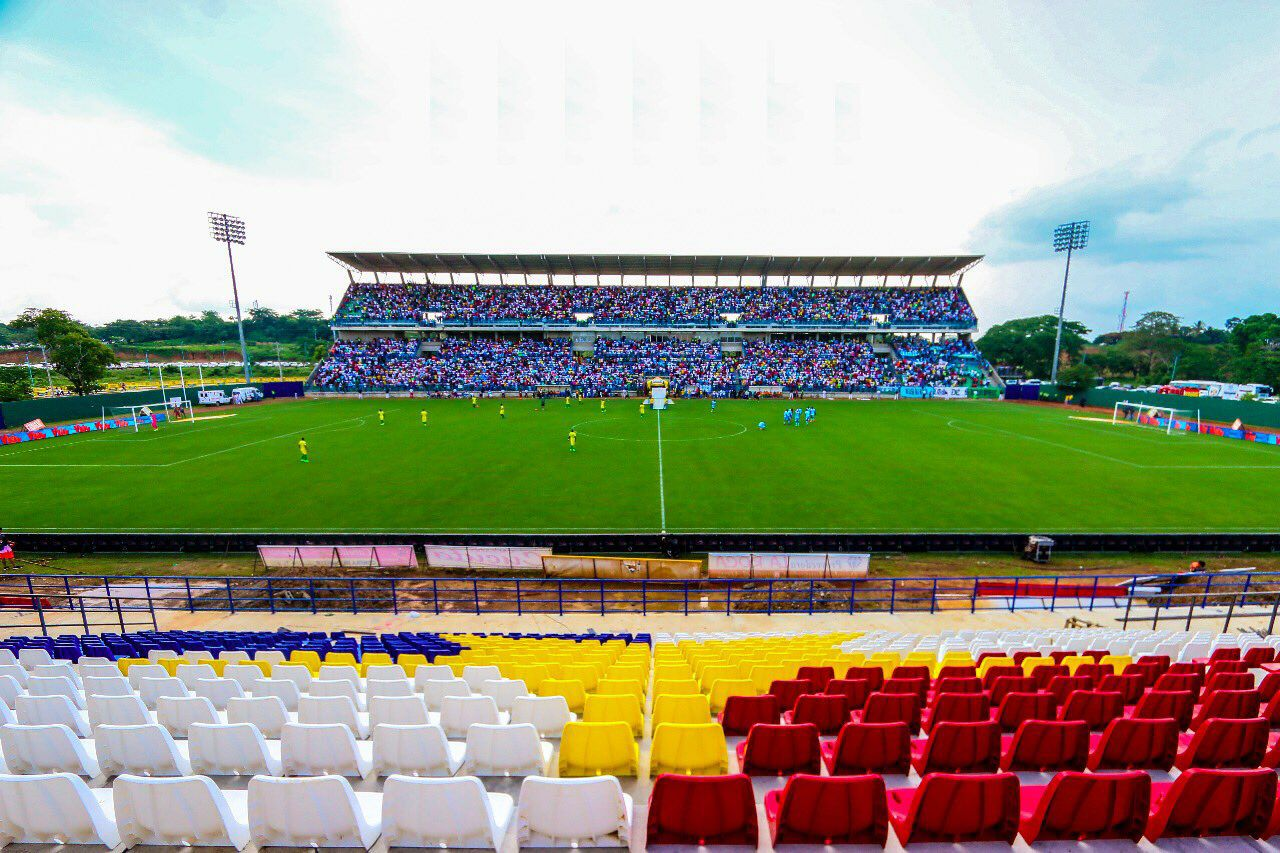
Estadio Jaraguay

Jaguares de Córdoba absolviert seine Heimspiele im Estadio Jaraguay, das bis 2015 Estadio Municipal de Montería hieß. Das Stadion hat nach der Fertigstellung der Osttribüne seit Juli 2017 eine Kapazität von 12.000 Plätzen.
In der Copa Colombia 2017 trug Jaguares seine Heimspiele im Estadio Armando Tuirán in Sahagún aus.

## Erfolge
- Meister Categoría Primera B: 2014
- Torneo Apertura der Categoría Primera B: 2014
- Teilnahme an der Copa Sudamericana: 1×

2018: 1. Runde

## Trainerhistorie
- César Maturana (2013)
- Álvaro Zuluaga (2013)
- José Alberto Suárez (2013–2014)[25]
- Gabriel Gómez (2014)[26]
- Héctor Estrada (2014)[27]
- Carlos César Castro (2014–2015)
- Jorge Luis Bernal (2015)[28]
- Adolfo León Holguín (2015)[29]
- Carlos Navarrete (2016)[30]
- Hubert Bodhert (2016–2017)[31]
- José Rodríguez (2017–2018)[32]
- Flavio Robatto (2018)[33]
- Julio Méndez (interim) (2018)[34]
- John Jairo Bodmer (2018–2019)
- Óscar Upegui (2019–2019)